# Jean Moscopol

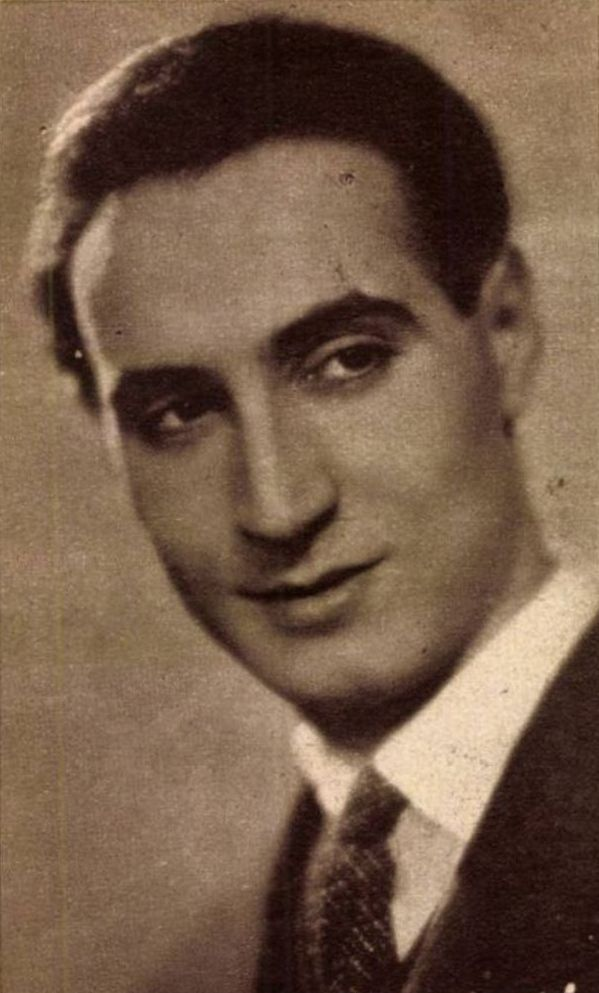
Jean Moscopol (ca. 1932)

Jean Moscopol ([ˈʒan mosˈkopol] als Ioan Moscu; * 26. Februar 1903 in Brăila; † 1980 in New York City) war ein rumänischer Sänger der Zwischenkriegszeit.

## Leben
Moscopols Mutter Terpsihore (geb. Constantinidi) war Griechin und stammte aus Constanța; sein Vater Lascăr war Aromune aus dem bulgarischen Nessebar, der sich in Brăila niederließ und als Konditor sowie Juwelier arbeitete. Jean Moscopol erlernte als Kind mehrere Instrumente (darunter Banjo und Mandoline). Er besuchte zuerst die griechische Schule in Brăila und machte dann am Gymnasium in Galați seinen Schulabschluss.
Von 1921 bis 1922 arbeitete er als Angestellter in Agenturen und arbeitete von 1925 bis 1929 bei der Chrissoveloni-Bank in Bukarest. Moscopol begann Luftfahrt zu studieren, bis sein musikalisches Talent entdeckt wurde.  Sein Debüt als Musiker gab er 1929 in der Bar Zissu in der Șerban-Vodă-Straße in Bukarest. und veröffentlichte auch ein Buch mit Epigrammen (101 Răutăți, „101 freche Sprüche“). Zu dieser Zeit machte er auch seine ersten Grammophonaufnahmen und trat erstmals im Radio auf. 1930 nahm er Musikunterricht, legte eine musikalische Prüfung ab. H. Nicolaide engagierte ihn am Revuetheater Alhambra, wo er in den Operetten Alhambritta, Lăsați-mă să cânt und Contesa Maritza sang.
1931 ging er mit Ion Manolescu, einem Schauspieler des Nationaltheaters Bukarest, auf Tournee durch Rumänien. Im selben Jahr unterzeichnete er einen Exklusivvertrag mit der Londoner Plattenfirma RCA Records. Bis 1936 umfasste sein Repertoire etwa 300 Lieder verschiedener Genres, sowohl rumänische als auch internationale Stücke; er trug dazu bei, den Tango in seinem Heimatland zu popularisieren. 1932 ging er nach Berlin, wo er an der Universität der Künste studierte und mit berühmten Orchestern wie dem Orchestra Ernst Hönigsberg und James Kok Schallplatten aufnahm.
Mit Ende des Zweiten Weltkriegs änderte sich Moscopols Schicksal, denn seine politischen Ansichten standen in deutlichem Gegensatz zu denen der damals aufstrebenden Rumänischen Kommunistischen Partei. Da er dem Regime nicht dienen wollte, gelang ihm 1945 mit Unterstützung von Elvira Popescu zunächst die Flucht nach Paris und dann in die USA. In New York City angekommen, arbeitete er als Hotelportier und investierte das Geld, das er verdiente, in ein kleines Musikensemble. Mit dieser Gruppe spielte er weiterhin die Lieder, die ihn in den 1930er Jahren in Bukarest berühmt gemacht hatten, sowie antikommunistische und exilbezogene Musik. Moscopol und sprach neben Rumänisch auch fließend Französisch, Italienisch, Englisch, Deutsch und Griechisch. Er starb 1980 ledig.

## Wirkung
In den 1970er Jahren nahm Moscopol mit Hilfe von Aristide Buhoiu, dem Herausgeber der Zeitung Universul, eine Reihe von Liedern auf. Diese wurden 1993 in Bukarest veröffentlicht. Dazu gehören Vrei să ne-ntâlnim sâmbătă sara?, Mână, birjar und Tot ce-i românesc nu piere, sowie Dă-mi gurița s-o sărut.
Aufgrund seines vehementen Widerstands gegen die Russifizierungspolitik während der sowjetischen Besatzung Rumäniens versuchte das kommunistische Regime, Moscopol aus dem nationalen Gedächtnis zu löschen, indem es ihn marginalisierte. Um 2005 stieß der Regisseur Ștefan Gladin auf große Schwierigkeiten, als er für einen biografischen Film Informationen über Moscopol suchte; es gab nur wenige Archivdokumente über ihn.

## Diskografie (Auswahl)
- 2009: Muzică de colecție, volumul 75
- 1987: Melodii din Bucureștiul de odinioară